# سیارک ۲۰۷۳۰
سیارک ۲۰۷۳۰ (به انگلیسی: 20730 Jorgecarvano، نامگذاری:1999XC151) بیست هزار و هفتصد و سی‌امین سیارک کشف شده‌است که در ۹ دسامبر ۱۹۹۹ کشف شد.
قدر مطلق سیارک برابر ۱۷.۰ است.